# Dhanauti
El Dhanauti és un riu de Bihar. Antigament era una branca del Lai Leg que era una bifurcació de Baix Harha (afluent del Gran Gandak) però posteriorment va formar riu separat alimentat per diversos rierols. Té un recorregut de 182 km i desaigua al Sikhrena prop de Sitakund.